# Vladimír Železný
Vladimír Železný (* 3. března 1945 Kujbyšev, SSSR) je český žurnalista, podnikatel a politik.

## Život
Narodil se na konci 2. světové války v ruském Kujbyševu, kde si jeho otec Todres Eisenkraft (1916–1991), příslušník československých jednotek v zahraničí, které bojovaly proti nacistickému Německu, léčil zranění, která utrpěl při bojích pod Charkovem. V roce 1963 odmaturoval na Střední všeobecně vzdělávací škole v Praze a nastoupil na pozici asistenta produkce v Československé televizi. V roce 1964 začal studovat na Institutu osvěty a novinářství Univerzity Karlovy v Praze (dnešní FSV UK) obor sociologie-publicistika.
V roce 1968 působil v Československé televizi jako redaktor a přispíval do časopisů Reportér a Student. Během srpnové invaze se aktivně účastnil ilegálního televizního vysílání proti okupaci. Poté odjel do Spojeného království, kde působil v agentuře Associated Press. Po návratu do Československa v roce 1970 dokončil své studium FSVP UK (Institut osvěty a novinářství se mezitím přejmenoval přes Fakultu osvěty a novinářství na Fakultu sociálních věd a publicistiky, FSVP) a získal titul PhDr.

### Normalizace
V období normalizace působil opět v Československé televizi jako redaktor, komentátor a režisér a mimo jiné pro ni komentoval i tři lety Apolla k Měsíci. Počátkem 70. let se stal pro nakladatelství SNTL redaktorem časopisu Technický magazín.
Pod pseudonymem Vladimír Silný psal Vladimír Železný scénáře k populárně naučným pořadům a televizním inscenacím. Známý je především pořad Okna vesmíru dokořán. Pod pseudonymem Jakub Stein přispíval do samizdatových časopisů.

### Sametová revoluce
Po sametové revoluci se v roce 1990 stal mluvčím Občanského fóra a také hlavním dramaturgem jeho volební kampaně. Po rozpadu Občanského fóra byl v roce 1991 ještě krátce mluvčím Občanského hnutí, pak mluvčím vlády České republiky a poradcem tehdejšího premiéra Petra Pitharta. Usiloval také ve výběrovém řízení o post ředitele České televize, ale byl poražen Ivem Mathém.

## TV Nova
4. února 1993 získala společnost CET 21 s Železného projektem od Rady pro rozhlasové a televizní vysílání licenci na vysílání celoplošného kanálu. Železný v projektu nabízel televizi s kulturním programem ve stylu ČT2. Televize Nova s pomocí amerického investora CME začala vysílat v únoru 1994, přesně rok od udělení licence, a její vysílací schéma bylo velmi odlišné od vítězného projektu. Přesto se však Vladimíru Železnému nikdo nepostavil a ten mohl začít budovat své mediální impérium. Nova se stala brzy nejsledovanějším kanálem v Česku. Železný měl v televizi svůj vlastní pořad Volejte řediteli, kde odpovídal na dotazy divákům, ale také komentoval politiku nebo některá rozhodnutí Rady pro rozhlasové a televizní vysílání. Kvůli tomu bylo proti němu vedeno v roce 1998 řízení o odebrání licence, které však bylo později zastaveno. Pořad skončil až s koncem Železného ve funkci ředitele TV Nova.
V roce 1999 se ve zlém rozešel s investorem CME a přestěhoval televizi z Měšťanské besedy na Barrandov. Kvůli tomu se konaly tři mezinárodní arbitráže. Podle jedné Železný investora svým jednáním nepoškodil, ale tribunál nařídil zúčastněným stranám vzájemně si navrátit plnění smlouvy o prodeji akcií společnosti Nova Consulting, a.s. (držela 1% podíl v CET 21) – CME vrátila akcie a Železný zhruba miliardu korun. V dalších dvou arbitrážích se CME soudila s Českou republikou kvůli špatné ochraně investic. Podle první z nich český stát zahraničního investora nepoškodil, druhou arbitráž stát však prohrál a musel zaplatit zhruba 10 miliard korun.
V roce 2002 firma PPF Petra Kellnera koupila od původních společníků CET 21 (Josefa Alana, Vlastimila Venclíka a Petera Hunčíka) jejich podíly (sdružené pod VILJA, a.s.), a stala se tak majoritním vlastníkem držitele licence TV Nova. PPF později uhradila dluhy z arbitráže. 14. května 2003 byl Železný z postu ředitele televize odvolán.

## Politika
Do politiky vstoupil Vladimír Železný v roce 2002 kandidaturou do Senátu v obvodu č. 54 – Znojmo za hnutí NEZÁVISLÍ. Ve volbách v roce 2002 jako jediný kandidát získal nadpoloviční počet hlasů, a byl tak zvolen již v prvním kole.
V roce 2004 kandidoval za hnutí NEZÁVISLÍ do Evropského parlamentu. Hnutí získalo překvapivě 2 křesla, a Železný se tak stal europoslancem.
O rok později založil novou politickou stranu Nezávislí demokraté a byl zvolen jejím předsedou. Jako lídr pak kandidoval o rok později ve sněmovních volbách. Strana však získala jen něco málo přes 36 tisíc hlasů, což je 0,68 % ze všech platných lístků a žádný z jejich kandidátů se do sněmovny nedostal.
V lednu 2009 Železný v Česku zaregistroval značku Libertas.cz jako českou pobočku euroskeptické strany Libertas.eu, založené irským podnikatelem Declanem Ganleyem. V březnu 2009 bylo ohlášeno, že nová strana bude kandidovat do Evropského parlamentu pod vedením Vlastimila Tlustého. 13. května republiková rada koalice Libertas.cz a Nezávislých demokratů rozhodla, že Vladimír Železný bude dvojkou na kandidátní listině Libertas.cz právě za Vlastimilem Tlustým. Tématem jejich rozhodnutí bylo i to, zdali by Železný měl kandidovat i přes to, že je pravomocně odsouzený za trestný čin krácení daní.
Ve volbách do Senátu PČR v roce 2014 kandidoval za Nezávislé demokraty (NEZ/DEM) v obvodu č. 54 – Znojmo a pokoušel se tak o návrat do Senátu PČR v obvodu, v němž už jednou senátorem byl. Se ziskem 9,05 % hlasů však skončil na 6. místě, a nepostoupil tak ani do kola druhého.
Ve volbách do Senátu PČR v roce 2020 kandidoval jako nestraník za hnutí Trikolóra v obvodu č. 54 – Znojmo, ale opět nepostoupil do druhého kola, když v prvním kole skončil na posledním 7. místě se ziskem 2,87 % hlasů.

## Soudní pře
V srpnu 2007 byl Vladimír Železný odsouzen k dvouletému podmíněnému trestu odnětí svobody a k maximální možné, pětimilionové pokutě za to, že při dovozu obrazů spolu s galeristou George Novotnym připravili stát na daních o téměř šest milionů korun. Rozsudek je pravomocný a Ústavní soud odmítl i Železného stížnost.
Vladimír Železný čelil před soudy ještě dvěma dalším obviněním. Jednalo se o údajné poškozování věřitele, když se Železný zbavoval fiktivně majetku, aby nemusel platit dluh svému věřiteli a bývalému partnerovi – firmě CME. Další obvinění se týkalo daňového úniku, kterého se měl dopustit tím, že nezaplatil daň z prodeje svého obchodního podílu ve firmě CET 21. V obou případech ho vrchní soud zprostil obžaloby.

## Další televize
V únoru 2012 média informovala o tom, že Železný vstoupil menšinovým vlastnickým podílem do společnosti vlastnící licenci na TV Pohoda. V té době držel podíl i ve společnostech Digital Broadcasting, Pohoda Top Media a dalších. Radim Pařízek, vlastník Rádia Čas tehdy uvedl, že mu Železný pomáhá s projektem televize Pohoda už šest let.
V listopadu 2013 nastoupil do funkce generálního ředitele TV Barrandov. Nahradil v ní Jaromíra Soukupa, který se vedení ujal v červnu téhož roku. Mimo jiné prodloužil hlavní zpravodajskou relaci a zavedl pořad Volejte Železnému. Po pěti měsících ve funkci však skončil a jeho nástupkyní se stala Marcela Hrdá, dosavadní předsedkyně představenstva vydavatelství Empresa Media, pod něž TV Barrandov spadá.
V roce 2017 se stal spoluvlastníkem připravované zpravodajské televize z24.

## Osobní život
V roce 1999 od něj odešla jeho první manželka Marta. Teprve po 2 letech, v lednu 2001, se s odchodem manželky smířil, přistoupil na rozvod a manželství bylo rozvedeno.
Dne 28. listopadu 2003 se oženil s Konstancií Záhorkovou, o třicet dva let mladší bývalou sekretářkou.
S první manželkou Martou má dva syny, staršího Davida (1969 – 2023) a mladšího Jakuba (* 1973), jenž v současnosti působí jako moderátor publicistických pořadů České televize. Starší syn, který působil jako podnikatel v gastronomii, galerista, kurátor a mecenáš umění, podlehl v roce 2023 rakovině žaludku.
S druhou manželkou Konstancií má dceru Ester a syna Benjamina.
Vladimír Železný v jednom interview a „on-line chatu s osobností“ tvrdil, že se považuje za neortodoxně věřícího žida, s velkými sympatiemi k Izraeli.
Vladimír Železný je sběratel výtvarného umění. Například v roce 2005 koupil na aukci za 3,6 milionu korun obraz od Rudolfa Kremličky z roku 1919 s názvem Po koupeli. Kromě toho mezi jeho záliby patří i víno, vinohradnictví a sportovní střelba.